# Legnatia fulvipes
Legnatia fulvipes är en stekelart som beskrevs av Cameron 1903. Legnatia fulvipes ingår i släktet Legnatia och familjen brokparasitsteklar. Utöver nominatformen finns också underarten L. f. nigristernum.